# Ralf Isau
Ralf Isau, né en 1956 (le 2 mars ou le 1er novembre, selon les sources) à Berlin, est un écrivain allemand.

## Biographie
Après avoir eu du succès avec des livres fantastiques pour des adolescents, tel que la trilogie de Neschan, les quatre parties du cercle du crépuscule ou la trilogie des chroniques de Mirad, Ralf Isau rédigea également des romans pour adolescents comme Le sens argent, Le seigneur de l'agitation ou La galerie des mensonges. Les livres d'Isau ont souvent un côté très philosophique et parlent souvent de l'espérance, de l'amitié ou de la persévérance. Les livres sont souvent assez épiques et créent des mondes et personnages imaginaires autour d'un seul acteur principal en général. Certains de ces romans ont des contenus archéologiques (Le sens argent) ou historiques (Le cercle du crépuscule I à IV). Le livre Le réseau des jeux d'ombre parle également de nouvelles technologies électroniques, tel que l'internet, ce qui s'explique par le fait que l'auteur avait travaillé dans cette branche avant d'amorcer une carrière d'auteur, qui avait débuté avec un petit conte de fée (Le dragon Gertrud) qu'il avait donné à l'auteur Michael Ende, une de ses grandes idoles et son mentor personnel, auquel il a également dédié plusieurs livres (notamment La bibliothèque secrète du Thaddäus Tillmann Trutz dans la série Légendes de Phantasien). Ralf Isau a reçu le prix du "Buxtehuder Bullen" en 1997 et du "Livre de l'année" en 1999 par la JuBuCrew Göttingen. Isau décrit ses livres avec le mot imaginaire "phantagones".

## Œuvres

### La trilogie de Neschan
1. Die Träume des Jonathan Jabbok. 1995 (Les rêves du Jonathan Jabbok)
2. Das Geheimnis des siebten Richters. 1996 (Le secret du septième juge)
3. Das Lied der Befreiung Neschans. 1996 (La chanson de la libération de Neschan)

### Le cercle du crépuscule
1. Der Kreis der Dämmerung – Teil 1. 1999 (Le cercle du crépuscule I)
2. Der Kreis der Dämmerung – Teil 2. 2000 (Le cercle du crépuscule II)
3. Der Kreis der Dämmerung – Teil 3. 2001 (Le cercle du crépuscule III)
4. Der Kreis der Dämmerung – Teil 4. 2001 (Le cercle du crépuscule IV)

### Les chroniques de Mirad
1. Das gespiegelte Herz. 2005  (Le cœur reflété)
2. Der König im König. 2006, (Le roi dans le roi)
3. Das Wasser von Silmao. 2006 (Les eaux de Silmao)

### Le cercle des Phantanautes
1. Der Tränenpalast. 2008 (Le palais des larmes)
2. Metropoly. 2008 (Metropoly)
3. Der Feuerkristall. 2009 (Le cristal du feu)

### Le monde brisé
1. Die zerbrochene Welt. 2011 (Le monde brisé)
2. Feueropfer. 2011 (Victime du feu)
3. Welterndämmerung. 2012 (Crépuscule des mondes)

~

### Romans indépendants
- Der Drache Gertrud. 1994 (Le dragon Gertrud)
- Das Museum der gestohlenen Erinnerungen. 1997 (Le musée des mémoires volées)
- Das Echo der Flüsterer. 1998 (L'écho des chuchoteurs)
- Das Netz der Schattenspiele. 1999 (Le réseau des jeux d'ombre)
- Pala und die seltsame Verflüchtigung der Worte. 2002 (Pala et la disparition bizarre des mots)
- Der Silberne Sinn. 2003 (Le sens argent)
- Die unsichtbare Pyramide. 2003 (La pyramide invisible)
- Die geheime Bibliothek des Thaddäus Tillmann Trutz. 2003 (La bibliothèque secrète du Thaddäus Tillmann Trutz)
- Der Leuchtturm in der Wüste. 2004 (Le phare dans le désert)
- Der Herr der Unruhe. 2004 (Le seigneur de l'agitation)
- Die Galerie der Lügen. 2005 (La galerie des mensonges)
- Die Dunklen. 2007 (Les Sombres)
- Minik - An den Quellen der Nacht. 2008 (Minik - Aux sources de la nuit)
- Der Mann, der nichts vergessen konnte. 2008 (L'homme qui ne pouvait rien oublier)
- Der Schattendieb. 2009 (Le voleur de l'ombre)
- Messias. 2009 (Messie)
- Der verbotene Schlüssel. 2010 (La clé interdite)
- Das Geheimnis der versteinerten Träume. 2011 (Le secret des rêves pétrifiés)